# 美國軍隊結構
美国军队结构是美軍从总统（全軍統帥）到基層士兵的指挥系统结构。美国军队是由国防部组织，管理由各指挥官领导的诸多部队的复杂联合指挥控制结构。下面是各主要部队、指挥部、国防部各机构的不完全列表，包括文职以及军事指挥系统。

## 国防部
- 国防部长：勞埃德·奧斯丁
  - 副部长：凱瑟琳·希克斯

### 国防部各部门
- 审计次长（审计长／首席财务官）
  - 首席副次长（审计长）（Principal Deputy Under Secretary of Defense (Comptroller)）
  - 项目分析评估主任（Director for Program Analysis and Evaluation）
- 采购、技术与后勤次长（英语：Under Secretary of Defense for Acquisition and Sustainment）（Under Secretary of Defense for Acquisition, Technology and Logistics）
  - 国防研究与工兵局局长（Director of Defense Research and Engineering）
  - 采购与技术副次長（Deputy Under Secretary of Defense (Acquisition and Technology)）
  - 后勤与物资战备副次長（Deputy Under Secretary of Defense (Logistics and Material Readiness)）
  - 核、化学和生物武器项目部长助理（Assistant to the Secretary of Defense (Nuclear and Chemical and Biological Defense Programs)）
  - 弱小企业综合利用主任（Director of Small and Disadvantaged Business Utilization）
  - 采购改革副次長（Deputy Under Secretary of Defense (Acquisition Reform)）
  - 先进系统与概念副次長（Deputy Under Secretary of Defense (Advanced Systems and Concepts)）
  - 环境安全副次長（Deputy Under Secretary of Defense (Environmental Security)）
  - 工业事务副次長（Deputy Under Secretary of Defense (Industrial Affairs)）
  - 各种设施副次長（Deputy Under Secretary of Defense (Installations)）
  - 科学技术副次長（Deputy Under Secretary of Defense (Science and Technology)）
- 人事与战备次长（Under Secretary of Defense for Personnel and Readiness）
  - 部队管理政策助理部长（Assistant Secretary of Defense (Force Management Policy)）
  - 卫生事务助理部长（Assistant Secretary of Defense (Health Affairs)）
  - 后备事務助理部长（Assistant Secretary of Defense (Reserve Affairs)）
  - 战备副次長（Deputy Under Secretary of Defense (Readiness)）
  - 项目集成副次長（Deputy Under Secretary of Defense (Program Integration)）
  - 规划副次長（Deputy Under Secretary of Defense (Planning)）
- 政策次长（Under Secretary of Defense for Policy）
  - 政策首席副次长（Principal Deputy Under Secretary of Defense (Policy)）
  - 国际安全事务助理部长（Assistant Secretary of Defense (International Security Affairs)）
  - 战略与缓解威慑助理部长（Assistant Secretary of Defense (Strategy and Threat Reduction)）
  - 特种作战与低强度冲突助理部长（Assistant Secretary of Defense (Special Operations and Low-Intensity Conflict)）
  - 政策支持副次長（Deputy Under Secretary of Defense (Policy Support)）
  - 科技安全政策副次長（Deputy Under Secretary of Defense (Technology Security Policy)）
  - 北约美国代表团防务顾问（Defense Advisor, U.S. Mission NATO）
- 情报次长（Under Secretary of Defense for Intelligence）
- 指挥、控制、通讯与情报（C3I）助理部长（Assistant Secretary of Defense (Command, Control, Communications, and Intelligence)）
- 法律事务助理部长（Assistant Secretary of Defense (Legislative Affairs)）
- 公共事务助理部长（Assistant Secretary of Defense (Public Affairs)）
- 总法律顾问（General Counsel of the Department of Defense）
- 作战试验与论证局局长（Director of Operational Test and Evaluation）
- 情报监督副部长助理（Assistant to the Secretary of Defense (Intelligence Oversight)）
- 行政管理局局长（Director of Administration and Management）
- 基本评估办公室主任（Director of Net Assessment）

总监察长办公室
- 国防部总监察长（Inspector General of the Department of Defense）: Glenn A. Fine
  - 第一副总监察长（Principal Deputy Inspector General）
    - 条令局局长（Dean of Instruction）
    - 就业机会平等委员对（EEO）
    - 高级军事官员（Senior Military Officer）
    - 行政管理总监察长助理（Assistant Inspector General for Administration and Management）
    - 在国会等机构任联络官总监察长助理（Assistant Inspector General, Congressional/Committee Liaison）
    - 总顾问（General Counsel）
    - 审计副总监察长（Deputy Inspector General for Auditing）
      - 审计总监察长第一助理（Principal Assistant Inspector General (Audit)）
        - 审计总监察长助理（Assistant Inspector General (Auditing)）
          - 审计总监察长副助理（Deputy Assistant Inspector General (Auditing)）
            - 各军种各审计局（Service Audit Agencies）

    - 政策与监督副总监察长（Deputy Inspector General for Policy and Oversight）
      - 审计政策监督总监察长助理（Assistant Inspector General (Audit Policy Oversight)）
      - 审查与评估总监察长助理（Assistant Inspector General (Inspection & Evaluations)）
      - 调查政策和监督总监察长助理（Assistant Inspector General (Investigation Policy & Oversight)）
      - 热线处处长（Director of Hotline）
      - 反诈骗处处长（Director of ADU）
      - 定量方法处处长（Director of QMD）
      - 反旅行诈骗处处长（TAD）
      - 数据挖掘处处长（Director of Data Mining）
      - 各军种总监察长（Service Inspector Generals）

    - 调查副总监察长（Deputy Inspector General for Investigations）
      - 高级官员调查处处长（Director for Investigations of Senior Officials）
      - 军人赔偿调查处处长（Director for Military Reprisal Investigation）
      - 平民赔偿调查处处长（Director for Civilian Reprisal Investigation）
      - 国防刑事调查处处长（Director for Defense Criminal Investigative Service）
        - 国防刑事调查处副处长（Deputy Director for Defense Criminal Investigative Service）

      - 美国陆军犯罪调查司令部（英语：U.S. Army Criminal Investigation Command）
      - 海军罪案调查处
      - 空军特别调查处（英语：Air Force Office of Special Investigations）

    - 情报副总监察长（Deputy Inspector General for Intelligence）
      - 情报审查总监察长副助理（Deputy Assistant Inspector General (Intelligence Audits)）
      - 情报评估总监察长副助理（Deputy Assistant Inspector General (Intelligence Evaluation)）
      - 国家侦察局
      - 国防情报局
      - 国家安全局
      - 国家地理空间情报局

### 参谋长联席会议及其成员

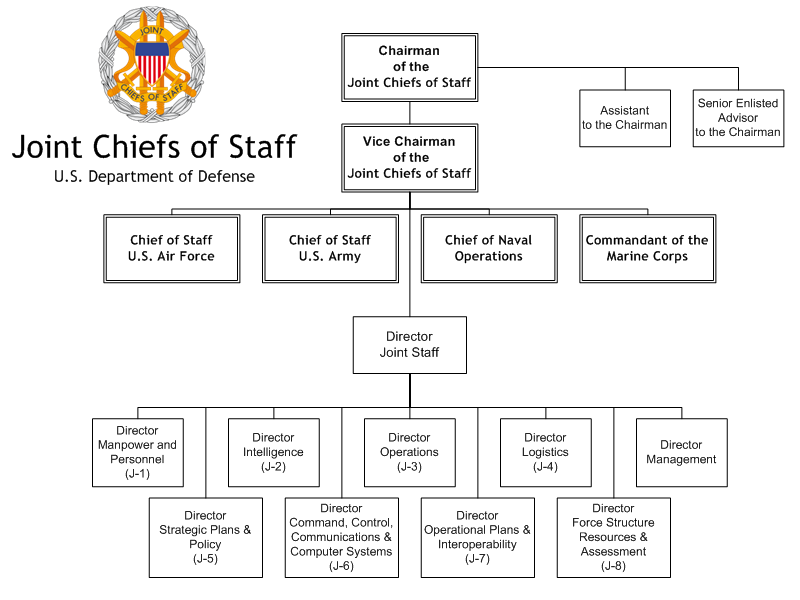
参谋长聯席会议及成员组织结构图

- 参谋长联席会议主席：空军上将 小查爾斯·Q·布朗
  - 参谋长联席会议副主席：海军上将 克里斯·格雷迪（英语：Christopher W. Grady）
    - 海军作战部长：海军上将 莉薩·弗蘭凱蒂
    - 陆军参谋长：陆军上将 蘭迪·A·喬治（英语：Randy George）
    - 空军参谋长：空军上将 戴维·奥尔文
    - 海军陆战队司令：海军陆战队上将 埃里克·斯密斯（英语：Eric Smith (general)）
    - 美国国民警卫队局长（Chief of the National Guard Bureau）
    - 美國太空作戰部長：太空軍上將 布拉德利·薩爾茨曼（英语：B. Chance Saltzman）

联合参谋部
- 参谋长联席会议主席助理（Assistant to the Chairman）
- 主席高階士官兵顧問（Senior Enlisted Advisor of the Chairman）
- 联合参谋部主任（英语：Director of the Joint Staff）（Director, the Joint Staff）
  - 人力人事部（J-1，Manpower and Personnel）
  - 情报部（J-2，Joint Staff Intelligence）
  - 作战部（J-3，Operations）
  - 后勤部（J-4，Logistics）
  - 战略计划与政策部（J-5，Strategic Planning and Policy）
  - 指挥、控制通信与计算机系统部（J-6，Command, Control, Communications and Computer Systems）
  - 作战计划与联合部队发展部（J-7，Operational Plans and Interoperability，原为作战计划协调部）
  - 部队结构资源与评估部（J-8，Force Structure Resources and Assessment）
  - 管理部（J-9，Directorate of Management）

### 美国海军部
- 美国海军部长（Secretary of the Navy）
  - 海军部次长
    - 总审计长
    - 行政助理
    - 弱小企业综合利用主任
    - 研究、发展与采购海军部长助理
      - 海军研究办公室

    - 人力与后备队事务海军部长助理
    - 财务管理与审计海军部长助理
    - 设施与环境海军部长助理
    - 海军部总顾问
    - 首席信息官
    - 海军军法署署长
    - 海军总监察长
    - 项目评估处处长

  - 海军作战部长（Chief of Naval Operations）
    - 海军作战部副部长
    - 海军人事局
    - 军医局
    - 海军海上系统指挥部
    - 海军空中系统指挥部
    - 海军设施工程指挥部
    - 海军补给系统指挥部
    - 空间与海军武器系统指挥部
    - 战略系统指挥部
    - 美国海军学院
    - 教育与训练局局长
    - 气象与海洋科学指挥部
    - 法务司令部
    - 海军天文台
    - 海军打击与航空战术中心
    - 海军安全中心
    - 海军安全大队司令部
    - 海军后备队
    - 作战测试评估部队
    - 海军特种作战司令部
    - 美国海军中央司令部
    - 海军网络战司令部  （页面存档备份，存于）
    - 美国驻欧海军
    - 军事海运司令部
    - 美国舰队司令部
    - 美国太平洋舰队
    - 海军设施司令部
    - 海军核动力计划局局长
    - 情报部长
    - 法务部长

  - 海军陆战队司令
    - 海军陆战队副司令

### 美国陆军部
- 美国陆军部长
  - 陸軍部副部長（英语：United States Under Secretary of the Army）
    - 陆军总监察长（Inspector General of the Army）
    - 陆军总审计长（Army Auditor General）
    - 陸軍副次长（Deputy Under Secretary of the Army）
    - 商业转型陆军部副次长（Deputy Under Secretary of the Army for Business Transformation）
    - 立法联络局局长（Chief, Legislative Liaison）
    - 公共事务局局长（Chief, Public Affairs）
    - 弱小企业综合利用办公室（Small and Disadvantaged Business Utilization Office）
    - 美國陸軍法務長（英语：General Counsel of the Army）
    - 陆军部长行政助理（Administrative Assistant to the Secretary of the Army）
    - 美國陸軍助理部長
    - 首席情报官（Chief Information Officer）
      - 美国陆军网络事业技术司令部／第9通信司令部（）

    - 陆军参谋部主任（Director, Army Staff）
    - 美国陆军学院（The United States Military Academy）
    - 美国陆军情报与安全司令部（）
    - 美国陆军测试与评估司令部（）
    - 美国陆军刑事调查司令部（）
    - 美国陆军医务司令部（）
    - 美国陆军华盛顿卫戍区（United States Army Military District of Washington）
    - 美国陆军工兵队（United States Army Corps of Engineers）
    - 美国陆军后备队司令部（）
    - 美国陆军采购支持中心（United States Army Acquisition Support Center）

  - 陆军参谋长（Chief of Staff of the Army）
    - 陆军第一副参谋长（Vice Chief of Staff of the Army）
      - 美国陆军军医总监（Surgeon General of the Army）
      - 国民警卫队局局长（Chief, National Guard Bureau）
      - 陆军后备队局局长（Chief, Army Reserve）
      - 总法律顾问（Judge Advocate General）
      - 牧师长（Chief of Chaplains）
      - 陆军总军士长（Sergeant Major of the Army）
      - 后勤副参谋长（Deputy Chief of Staff (Logistics)） (G-4)
      - 工兵主任（Chief of Engineers）
      - 项目副参谋长（Deputy Chief of Staff (Programs)） (G-8)
      - 设施管理助理参谋长（Assistant Chief of Staff, Installation Management）
        - 美国陆军设施管理司令部（）

      - 人事副参谋长（Deputy Chief of Staff (Manpower)） (G-1)
      - 情报副参谋长（Deputy Chief of Staff (Intelligence)） (G-2)
      - 计划、作战与转型副参谋长（Deputy Chief of Staff (Plans, Operations and Transformation)） (G-3/5/7)
      - 美国陆军训练与条令司令部（United States Army Training and Doctrine Command）
      - 美国陆军器材司令部（United States Army Materiel Command）
      - 美国陆军部队司令部（United States Army Forces Command）
      - 美国中央陸軍（United States Army Central）
      - 美国欧洲陸軍（United States Army Europe）
      - 美国北方陸軍（United States Army North）
      - 美国南方陸軍（United States Army South）
      - 美國太平洋陸軍（）
      - 美国陆军特战司令部（）
      - 军事地面部署与配给司令部（）
      - 美国陆军空间与导弹防御司令部／陆军战略司令部（）
      - 第八集團軍（Eighth Army，韓國首爾）

### 美国空军部
- 美国空军部长（Secretary of the Air Force）
  - 空军部次长（Under Secretary of the Air Force）
    - 行政助理（Administrative Assistant）
    - 审计长（Auditor General）
    - 采购助理部长（Assistant Secretary of the Air Force (Acquisition)）
    - 通信处处长（Director of Communication）
    - 财务管理与审计助理部长（Assistant Secretary of the Air Force (Financial Management and Comptroller)）
    - 设施、环境与后勤助理部长（Assistant Secretary of the Air Force (Installations, Environment and Logistics)）
    - 国际事务副助理部長（Deputy Under Secretary of the Air Force (International Affairs)）
    - 人力与后备队事务助理部长（Assistant Secretary of the Air Force (Manpower and Reserve Affairs)）
    - 公共事务处处长（Director of Public Affairs）
    - 立法联络局局长（Director, Legislative Liaison）
    - 空军总监查长（Inspector General of the Air Force）
    - 空军总顾问（General Counsel of the Air Force）
    - 战斗集成局局长（Chief of Warfighting Integration）
    - 首席信息官（Chief Information Officer）
    - 空军军史局局长（Air Force Historian）
    - 测试与评估局局长（Director of Test and Evaluation）
    - 空军首席科学家（Chief Scientist of the Air Force）

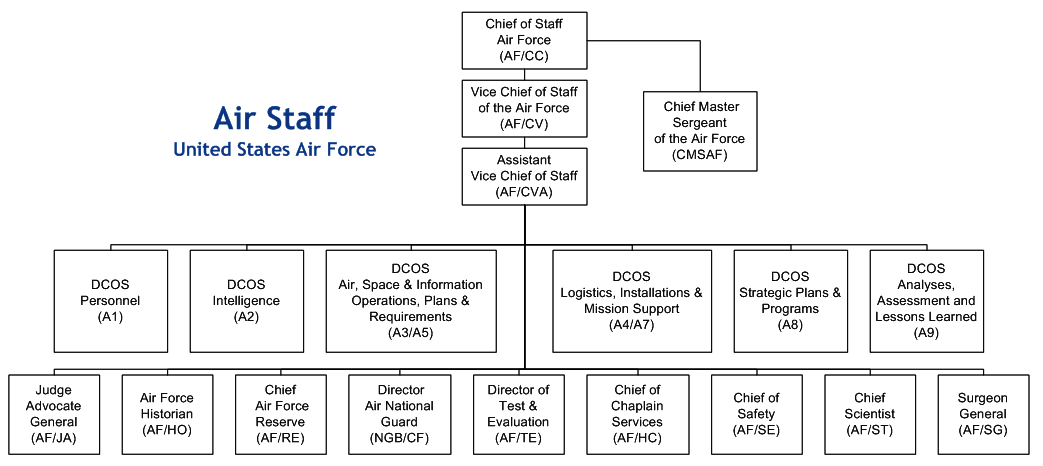
空军参谋部组织结构图

- - 空军参谋长（Chief of Staff）
    - 空军副参谋长）
      - 空军总军士长（Chief Master Sergeant of the Air Force）
      - 人事副参谋长（Deputy Chief of Staff (Personnel)）（A1）
      - 情报、监视与侦查副参谋长（Deputy Chief of Staff (Intelligence, Surveillance and Reconnaissance)）（A2）
      - 航空航天与信息作战、计划、需求副参谋长（Deputy Chief of Staff (Air, Space and Information Operations, Plans and Requirements) (A3/5)）
      - 后勤、设施以及任务支持副参谋长（Deputy Chief of Staff (Logistics, Installations and Mission Support)）（A4/7）
      - 战略计划与项目副参谋长（Deputy Chief of Staff (Strategic Plans and Programs)）（A8）
      - 学术分析、评估与教程处处长（Director for Studies Analyses, Assessments and Lessons Learned）（A9）
      - 牧师长（Chief of Chaplains）
      - 总法律顾问（）
      - 空军后备队局局长（Chief, Air Force Reserve）
      - 安全局局长（
      - 空军军医局局长（Surgeon General of the Air Force）
      - 空军国民警卫队局局长（Director, Air National Guard）
      - 空军战斗司令部（）
      - 空军教育与训练司令部（）
      - 空军装备司令部（）
      - 空军后备队司令部（）
      - 空军航天司令部（）
      - 空军特种作战司令部（）
      - 空军信息司令部（）
      - 空军机动司令部（）
      - 空军太平洋司令部（）
      - 空军欧洲司令部（）

## 美国非洲司令部
美國非洲司令部，責任轄區為非洲地區，但不包括埃及。

### 首长
- 美国非洲司令部（USAFRICOM）司令：
 邁克爾·蘭利（英语：Michael Langley）陆戰隊上將

## 美国中央司令部
美國中央司令部，責任轄區包含中東（不包括以色列）、中亞和埃及。

### 首长
- 美国中央司令部（USCENTCOM）司令：
 邁克爾·E·庫里拉陸軍上將

## 美国欧洲司令部
美國歐洲司令部，責任轄區除歐洲外尚包含俄羅斯、以色列、冰島以及格陵蘭。

### 首长
- 美国欧洲司令部（USEUCOM）司令：
 克里斯托弗·卡沃利陸軍上將

### 战斗序列
- 美国欧洲陆军（USAREUR，陆军第7集团军）
  - 多国任务部队（东线）（科索沃、南斯拉夫）
  - 第5军（德國海德堡）
    - 第1装甲师（德國威斯巴登）
      - 第1装甲师，第1旅（德国弗里德贝格）
      - 第1装甲师，第2旅（德国Baumholder）
      - 第1步兵师，第2旅（德国德国Schweinfurt）
      - 第1装甲师，第3旅（堪萨斯州 莱利堡）
      - 第12战斗航空旅（德国Ansbach）
      - 第1装甲师炮兵部队（德国Baumholder）
      - 第1装甲师工程兵部队（德国Giessen）
      - 第1装甲师保障司令部（德国Wiesbaden）
      - 独立单位（德国黑森）
        - 第1装甲师乐队
        - 第1装甲师重型直升机连
        - 第141通信营
        - 第501军事情报营
        - 第501宪兵连

    - 斯特瑞克战斗旅第2斯特瑞克骑兵团（德国Brigade Combat Team）
    - 工兵旅（德国海德堡）
    - 第41野戰炮兵旅
    - 第69防空炮兵旅（德国Wuerzburg）
    - 第130工兵旅
    - 第205军事情报旅
    - 第5军炮兵部队
    - 特种部队营

  - 欧洲南部空降任务部队第173空降旅（義大利Vicenza）
  - 第21战区保障2司令部（德国凯泽斯劳滕）
  - 第3军保障司令部（德国威斯巴登）
  - 第7军后备队司令部（德国Schwetzingen）
  - 多國聯合訓練司令部（德国格拉芬沃爾）
  - 第5通信司令部（德国曼海姆）
  - 第1人事司令部（德国Schwetzingen）
  - 第266财务司令部（德国海德堡）
  - 欧洲地区医疗司令部（德国海德堡）

## 美国北方司令部

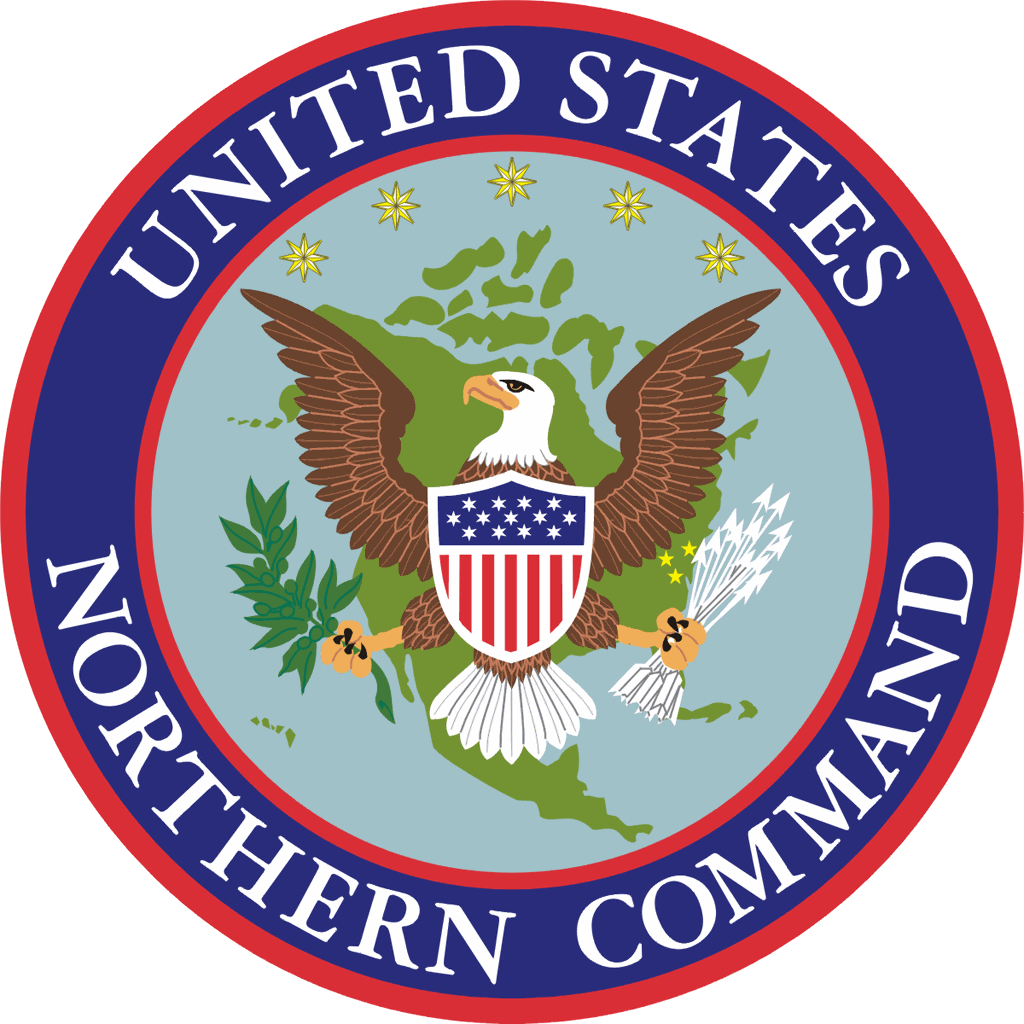
美国北方司令部徽章

美國北方司令部，責任轄區為美國本土、阿拉斯加州、加拿大及墨西哥。

### 首长
- 美国北方司令部（USNORTHCOM）司令：
 古格里·吉洛（英语：Gregory Guillot） 空军上将

### 战斗序列
- 美国北方司令部（USNORTHCOM，科罗拉多州 皮特森空军基地）
  - 北美防空司令部（NORAD，科罗拉多州 皮特森空军基地）
    - 夏延山地作战中心（科罗拉多州 皮特森空军基地）
    - 第1航空队 ／北美空防美国大陆（CONUS）区（佛罗里达州 廷德尔空军基地）
      - 东部防空区（（东北防区于2007年取代东南防区，NY ANG）（纽约州 罗马）
        - 第104战斗机联队（MA ANG）（F-15C、C-26B）（马萨诸塞州 Barnes MAP）
        - 第125战斗机联队（FL 空军国民警卫队，F-15A/B, C-26B，佛罗里达州 Jacksonville IAP）
          - 第1特遣队（FL 空军国民警卫队，F-15A/B，佛罗里达州 Homestead ARB）

        - 第158战斗机联队（VT 空军国民警卫队，F-16C/D, C-26B，佛蒙特州 Burlington IAP）
        - 第119战斗机联队第1特遣队（ND 空军国民警卫队，F-16A/B，弗吉尼亚州 Langley AFB）

      - 西部防空区（WA 空军国民警卫队（华盛顿州 McChord AFB）
        - 第142战斗机联队（OR 空军国民警卫队（F-15A/B、C-26B）（Portland IAP，俄勒冈州）
        - 第119战斗机联队（ND 空军国民警卫队（F-16A/B、C-26B）（Hector Fd，北达科他州）
        - 第120战斗机联队（MT 空军国民警卫队（F-16A/B、C-26B）（Great Falls IAP，蒙大拿州）
        - 第144战斗机联队（CA 空军国民警卫队（F-16C/D、C-26B）（Fresno Yosemite AIP，加利福尼亚州）
          - 第1特遣队（CA 空军国民警卫队（F-16C/D）（March ARB，加利福尼亚州）

        - 第148战斗机联队（MN 空军国民警卫队（F-16A/B, C-26B）（Duluth IAP，明尼苏达州）

    - 第11航空队／Alaska NORAD Region（Elmendorf AFB，阿拉斯加州）
    - 加拿大第1航空师／Canadian NORAD Region（加拿大马尼托巴省温尼伯）

  - 美国陆军北方司令部（FORSCOM）（德克薩斯州桑姆休斯顿堡）
  - 首都卫戍区联合部队司令部（JFHQ-NCR）（华盛顿特区 麦克奈尔堡）
    - 第3步兵战斗团（弗吉尼亚州 梅耶堡）
    - 华盛顿卫戍区（MDW，华盛顿特区麦克奈尔堡）
    - 空军第11联队／空军华盛顿卫戍区（华盛顿特区 波林空军基地）
    - 海军华盛顿卫戍区（NDW，华盛顿特区 华盛顿海军基地）
    - 海军陆战队首都卫戍区司令部（MCNCRC，弗吉尼亚州匡提科海軍陸戰隊基地）

  - 北方联合特遣部队（原第6联合特遣队）以及其他联合特遣队

## 美国印太司令部
美國印太司令部，舊名「美國太平洋司令部」，責任轄區包含太平洋、印度洋大部分區域及亞太地區諸國（中國、日本、韓國、菲律賓、泰國、澳洲、紐西蘭東部海域等）。此外，由於1979年制定的《台灣關係法》之緣故，台灣也包含在印太司令部的範圍內。

### 首长
- 美国印太司令部（USINDOPACOM）司令：
 塞繆爾·帕帕羅海军上将

### 战斗序列
- 美国印太司令部（United States Indo-Pacific Command）
  - 美国太平洋陆军（United States Army Pacific）
    - 美國駐日陸軍（United States Army Japan）
      - 第9战区保障司令部（9th Theater Support Command）
        - 第10地區支援軍群（）
        - 第17地區支援軍群（）
        - 第300地區支援軍群（）

    - 美国阿拉斯加陆军（United States Army Alaska）
      - 第25步兵师第4旅（4th Brigade, 25th Infantry Division）
      - 北极保障旅（）

    - 美国驻夏威夷陆军（）
      - 夏威夷宪兵旅（）

    - 第1軍（I Corps）
      - 第2步兵师第3旅（3rd Brigade, 2nd Infantry Division）
      - 第25步兵师第1旅（1st Brigade, 25th Infantry Division）
      - 第1宪兵旅（1st Military Police Brigade）
      - 第1人事大队（）
      - 第14心理战营（）
      - 第62医疗旅（62nd Medical Brigade）
      - 第201军事情报旅（201st Military Intelligence Brigade）
      - 第311軍支援司令部（）
      - 第555战斗工兵群（）
      - 第593軍支援群（）

    - 第25步兵师（轻装）（）
    - 第196步兵旅（196th Infantry Brigade）
    - 第516通信旅（516th Signal Brigade）
    - 第9战区战备司令部（）

  - 美国太平洋舰队
    - 第3舰队（）
      - CTF-30／战斗部队（）
      - CTF-31／战斗保障部队（）
      - CTF-32／巡逻与侦查部队（）
      - CTF-33／后勤保障部队（）
      - CTF-34／潜艇部队（）
      - CTF-35／水面战斗部队（）
      - CTF-36／登陆部队（）
      - CTF-37／两栖部队（）
      - CTF-38／航母战斗部队（）

    - 第7舰队（）
      - CTF-70／战斗部队（）
      - CTF-71／战斗保障部队（）
      - CTF-72／巡逻与侦查部队（）
      - CTF-73／后勤保障部队（）
      - CTF-74／潜艇部队（）
      - CTF-75／水面战斗部队（）
      - CTF-76／两栖部队（）
      - CTF-77／航母战斗部队（）
      - CTF-79／登陆部队（）

    - 美国太平洋舰队水面部队（Naval Surface Forces, United States Pacific Fleet）
      - 第1驱逐舰中队（Destroyer Squadron 1）
      - 第7驱逐舰中队（）
      - 第15驱逐舰中队（）
      - 第21驱逐舰中队（）
      - 第23驱逐舰中队（）
      - 第28驱逐舰中队（）
      - 第1航母战斗群（）
      - 第3航母战斗群（）
      - 第5航母战斗群（）
      - 第7航母战斗群（）
      - 第1巡洋驱逐群（）
      - 第3巡洋驱逐群（）
      - 第5巡洋驱逐群（）
      - 西北太平洋水面大队（）
      - 中太平洋水面大队（）
      - 西太平洋后勤大队（）
      - 第1两栖大队（）
      - 第3两栖大队（）
      - 第1爆炸军械处理处理大队（）

    - 美国太平洋舰队潜艇部队（）
      - 第7潜艇大队（）
      - 第9潜艇大队（）

    - 美国太平洋舰队海军航空兵（）
      - 西太平洋舰队航空兵（）
      - 空中预警联队（）
        - 第112空中预警中队（VAW-112）
        - 第113空中预警中队（VAW-113）
        - 第115空中预警中队（VAW-115）
        - 第116空中预警中队（VAW-116）
        - 第117空中预警中队（VAW-117）
        - 第30舰队保障中队（VRC-30）

    - 海军西南分区（）
    - 海军西北分区（）
    - 海军夏威夷分区（）
    - 太平洋海上防区（）
    - 美国驻马里亚纳群岛海军（）

  - 太平洋战区海军陆战队（Marine Forces Pacific）
  - 美国太平洋空军
  - 驻日美军
  - 驻韩美军
  - 驻阿拉斯加州部队司令部
  - 太平洋特种作战司令部
  - 亚太安全研究中心
  - 信息系统支援處
  - 驻日太平洋自动服务设施
  - 巡航導彈支援處
  - 特别情报通信机构
  - 太平洋联合情报中心
  - 太平洋联合情报训练机构
  - 西部聯合跨部特遣隊（英语：Joint Interagency Task Force West）
  - 全面核查联合特遣部队

## 美国南方司令部
美國南方司令部，責任轄區為中南美洲，包含加勒比地區及古巴周圍海域。

### 首长
- 美国南方司令部（USSOUTHCOM）司令：
 阿爾文·霍爾西（英语：Alvin Holsey） 海軍上將

### 战斗序列
- 美国南方司令部
  - 美国南方陆军（波多黎各 布坎南堡）
    - 第288陆航团第1营（洪都拉斯 索多加诺空军基地）
    - 第56通信营（波多黎各 布坎南堡）

  - 美国海军南方司令部（佛罗里达州 梅堡海军基地）
    - 海军第2水面大队（）
    - 第6驱逐舰中队（）
    - 第14驱逐舰中队（）

  - 第2海军陆战队远征军/美国南方海军陆战队（{lang|en|en:II Marine Expeditionary Force/ United States Marine Corps Forces, South}}）（北卡罗来纳州 Camp Lejeune）
    - 第2海军陆战师（2nd Marine Division）
    - 海军陆战队第2后勤大队（en:2nd Marine Logistics Group）
    - 海军陆战队第2飞行联队（en:2nd Marine Air Wing）
    - 海军陆战队第2远征旅（en:2nd Marine Expeditionary Brigade）
    - 海军陆战队第4远征旅（en:4th Marine Expeditionary Brigade）
    - 海军陆战队第22远征分队（en:22nd Marine Expeditionary Unit）
    - 海军陆战队第24远征分队（en:24th Marine Expeditionary Unit）
    - 海军陆战队第26远征分队（en:26th Marine Expeditionary Unit）
    - 海军陆战队空地特遣部队空中应急分队（）

  - 第12航空队/ 美国空军南方指挥部（亚利桑那州 戴维斯·孟森空军基地）
    - 第7轰炸机联队
    - 第28轰炸机联队
    - 第27战斗机联队
    - 第49战斗机联队
    - 第355联队
    - 第366联队
    - 第388战斗机联队
    - 第1空中作战保障大队
    - 第3战斗通信大队
    - 第612空中作战大队
    - 第820红马重型作业修理中队

  - 南方特种作战司令部
  - 南方监视侦查作战中心
  - 合同特遣部队（en:Joint Interagency Task Force，佛罗里达州 西礁岛海军航空基地）
    - 东部合同特遣部队（）
    - 东部合同特遣部队（）

  - 关塔那摩联合特遣部队（古巴 关塔那摩湾）
  - 第2联合特遣部队（洪都拉斯 索多加诺空军基地）
    - 第612地勤中队
    - 陆军部队
    - 医疗单位
    - 第228陆航团第1营
    - 联合保安部队（）

  - 皮顿联合特遣部队

## 美国联合部队司令部(1999-2011)

### 首长

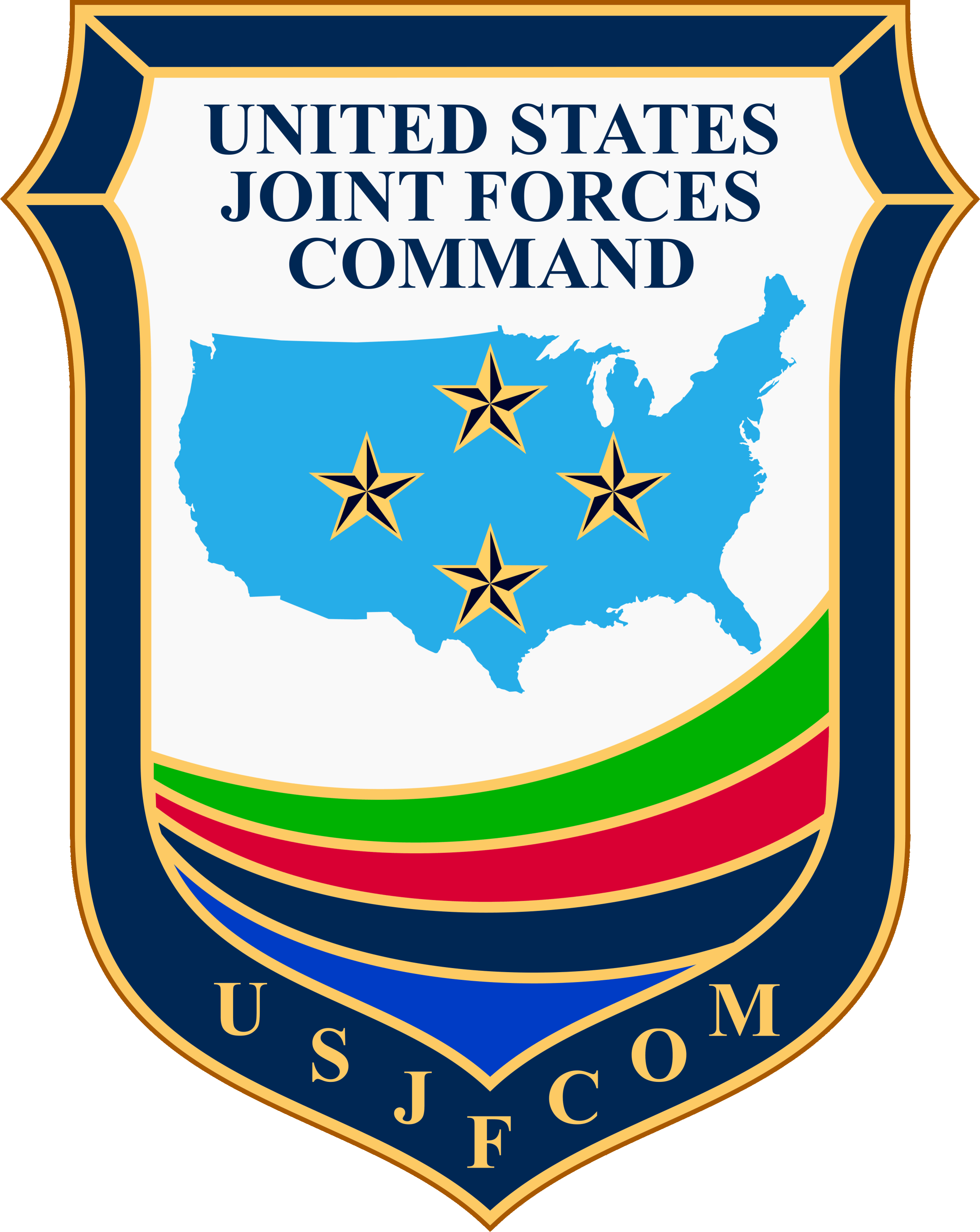
美国联合部队司令部徽章

- 美国联合部队司令部徽章（USJFCOM）司令：美国海军陆战队上将詹姆斯·马蒂斯
  - 美国联合部队司令部徽章（USJFCOM）副司令：中将约翰·伍德
    - 参谋长：海军少将迈尔斯·瓦肯多夫
    - 指挥军士长：一级军士长马克·里普加

### 战斗序列
- 美国联合部队指挥部(USJFCOM，弗吉尼亚州 诺福克海军基地）
  - 美国陆军部队司令部（en:United States Army Forces Command） (FORSCOM，乔治亚州 麦克弗森堡）
    - 第3军（特克萨斯州 胡德堡）
      - 第1步兵师（1st Infantry Division）（堪萨斯州 莱利堡）
      - 第1骑兵师（1st Cavalry Division）（特克萨斯州 胡德堡）
      - 第4机械化步兵师（）（特克萨斯州 胡德堡，派驻于伊拉克）
      - 第3装甲骑兵团（3rd Armored Cavalry Regiment）（特克萨斯州 胡德堡，派驻于伊拉克）
      - 第6陆航旅（en:6th Aviation Brigade）（特克萨斯州 胡德堡，不确定）
      - 第21骑兵旅（空中打击）（战斗陆航训练）（特克萨斯州 胡德堡）
      - 第3军炮兵部队（俄克拉荷马州 en:Fort Sill）
      - 第263陆军防空与导弹防御司令部（南卡罗来纳州国民警卫队）（南卡罗来纳州 安德森）
      - 第420工兵旅（美国陆军预备役）（德克萨斯州 布赖恩）
      - 第89宪兵旅（特克萨斯州 胡德堡，派驻于伊拉克）
      - 第460化学旅（美国陆军预备役）（阿堪萨斯州 北小石城）
      - 第13给养司令部（远征军）（特克萨斯州 胡德堡，派驻于伊拉克）
      - 第937工兵大队（战斗）（战斗保障与战斗部队保障）（堪萨斯州 莱利堡）
      - 第3通信旅（特克萨斯州 胡德堡）
      - 第504军事情报旅（特克萨斯州 胡德堡，派驻于伊拉克）
      - 第3空中作战保障大队（特克萨斯州 胡德堡）

    - 第18空降军（北卡罗来纳州 布拉格堡） 
      - 第3步兵师（机械化）（乔治亚州 斯图尔特堡）
      - 第10山地师（轻装步兵） (纽约州 德拉姆堡, 派驻于伊拉克）
      - 第82空降师（北卡罗来纳州 布拉格堡）
      - 第101空降师（空中突击）（肯塔基州 坎贝尔堡，派驻于伊拉克）
      - 第11装甲骑兵团（蓝军部队）（加利福尼亚州 欧文堡）
      - 第18陆航旅（北卡罗来纳州 布拉格堡，派驻于伊拉克）
      - 第18空降军炮兵部队（北卡罗来纳州 布拉格堡）
      - 第108防空炮兵旅（德克萨斯州 布利斯堡）
      - 第16宪兵旅（空降部队）（北卡罗来纳州 布拉格堡，派驻于伊拉克）
      - 第20工兵旅（战斗部队）（空降部队）（北卡罗来纳州 布拉格堡，派驻于伊拉克）
      - 第30工兵旅（陆军战区部队）（北卡罗来纳州国民警卫队）（北卡罗来纳州 夏洛特）
      - 第525战场监视旅（空降部队）（北卡罗来纳州 布拉格堡，派驻于伊拉克）
      - 第35通信旅（空降部队）（北卡罗来纳州 布拉格堡，派驻于伊拉克）
      - 第1给养司令部（北卡罗来纳州 布拉格堡，派驻于伊拉克）
      - 第350民事司令部（美国陆军国民警卫队）（佛罗里达州 彭沙科拉）
      - 第44医疗旅（北卡罗来纳州 布拉格堡）
      - 龙之旅（后方作战指挥部）（北卡罗来纳州 布拉格堡）
      - 第18空中作战保障大队（北卡罗来纳州 波普空军基地）

    - 第32防空与导弹防御司令部（德克萨斯州 布利斯堡）
      - 第11防空炮兵旅（德克萨斯州 布利斯堡）
      - 第35防空炮兵旅（韩国乌山空军基地）
      - 第1分队（佛罗里达州陆军国民警卫队）（佛罗里达州 奥兰多）

    - 网络事业技术司令部(NETCOM)／第9陆军通信司令部（亚利桑那州 瓦丘卡堡)
      - 第11通信旅（亚利桑那州 瓦丘卡堡)
      - 第21通信旅（马里兰州 德特里克堡）
      - 第5通信司令部（德国 曼海姆）
      - 第311战区通信司令部（美国陆军国民警卫队）（马里兰州 米德堡）
        - 第1通信旅（韩国首尔）

      - 美国第335战区通信司令部（美国陆军国民警卫队）（乔治亚州 东点，派驻于科威特）
        - 第160通信旅（战略部队）（科威特艾瑞夫江兵营）

      - 第93通信旅（乔治亚州 戈登堡）
      - 第516通信旅（夏威夷 夏夫特堡）

    - 第52条令大队（乔治亚州 吉勒姆堡）
    - 第111条令大队（阿拉巴马州美国陆军国民警卫队）（乔治亚州 吉勒姆堡）
    - 国家训练中心（NTC，加利福尼亚州 欧文堡）
      - 第11装甲骑兵团（蓝军部队）（加利福尼亚州 欧文堡)

    - 联合战备训练中心 (JRTC，路易斯安那州 波尔克堡）
      - 勇士旅（保障部队）（路易斯安那州 波尔克堡）

    - 第1军（乔治亚州 吉勒姆堡）
      - 第24步兵师（机械化）（堪萨斯州 莱利堡）
      - 第28步兵师（机械化，宾夕法尼亚州陆军国民警卫队）（宾夕法尼亚州 哈里斯堡）
      - 第34步兵师（中型）（明尼苏达州陆军国民警卫队）（明尼苏达州 罗斯蒙特）
      - 第35步兵师（机械化）（堪萨斯州陆军国民警卫队）（堪萨斯州 利文沃斯堡）
      - 第38步兵师（机械化）（印第安纳州陆军国民警卫队）（印第安纳州 印第安纳波利斯）
      - 第42步兵师（机械化）（纽约州陆军国民警卫队）（纽约州 特洛伊）
      - 第29步兵师（轻装）（弗吉尼亚州陆军国民警卫队）（弗吉尼亚州 贝尔瓦堡）
      - 第155装甲旅（战备加强部队）（密西西比州陆军国民警卫队）（密西西比州 土贝洛，派驻于伊拉克）
      - 第27步兵旅（轻装）（战备加强部队）（纽约州陆军国民警卫队）（纽约州 雪城）
      - 第32步兵旅（轻装）（威斯康辛州陆军国民警卫队）（威斯康辛州 麦迪逊）
      - 第76步兵旅（轻装）（战备加强部队）（印第安纳州 印第安纳波利斯）
      - 第256步兵旅（机械化）（战备加强部队）（路易斯安那州陆军国民警卫队）（路易斯安那州 拉斐特）
      - 第631野战炮兵旅（密西西比州陆军国民警卫队）（密西西比州 格林纳达）
      - 第168工兵大队（密西西比州陆军国民警卫队）（密西西比州 威克斯堡）
      - 第43宪兵旅（罗德岛州陆军国民警卫队）（罗德岛州 沃维克）
      - 第244战区陆航旅（运输部队）（美国陆军后备队）（伊利诺伊州 瑟丹堡）
      - 第31化学旅（阿拉巴马州 北港）
      - 第228通信旅（南卡罗来纳州）（南卡罗来纳州 斯巴坦堡)
      - 第261通信旅（特拉华州陆军国民警卫队，特拉华州 丹佛）
      - 第184运输大队（混编）（密西西比州国民警卫队）（密西西比州 劳雷尔）
      - 第78师（训练保障）（美国陆军后备队）（新泽西州 迪克斯堡）
      - 第85师（训练保障）（美国陆军后备队）（伊利诺伊州 阿灵顿高地）
      - 第87师（演习部队）（美国陆军后备队）（阿拉巴马州 伯明翰）

    - 第5军（德克萨斯州 萨姆·休斯顿堡）
      - 第7步兵师（轻装）（科罗拉多州 卡森堡）
      - 第36步兵师（机械化）（德克萨斯州陆军国民警卫队）（德克萨斯州 奥斯丁）
      - 第57野战炮兵旅（威斯康辛州陆军国民警卫队）（威斯康辛州 密尔沃基）
      - 第115工兵大队（建筑部队）（犹他州陆军国民警卫队）（犹他州 德雷伯）
      - 第300军事情报旅（语言）（犹他州陆军国民警卫队）（犹他州 德雷伯）
      - 第75师（训练保障）（美国陆军预备队）（德克萨斯州 萨姆休斯顿堡）
      - 第91师（训练保障）（美国陆军预备队）（加利福尼亚州 贝克尔堡）
      - 第67地区保障大队（内布拉斯加州陆军国民警卫队）（内部拉斯加州 林肯）

    - 美国陆军后备队司令部(USARC，乔治亚州 亚特兰大）
      - 第63地区战备司令部（美国陆军后备队）（加利福尼亚州 洛斯阿拉密托斯）
        - 第104师（机构培训）（美国陆军后备队）（温哥华堡）
        - 第653战区保障大队（美国陆军后备队） （Moreno Valley, 加利福尼亚州 莫雷诺谷）
        - 第2医疗旅（美国陆军后备队）（加利福尼亚州 哈密尔顿）

      - 第70地区战备司令部（美国陆军后备队）（华盛顿 华尔顿堡）
        - 第654战区保障大队（华盛顿州 Tumwater）

      - 第77地区战备司令部（美国陆军后备队）（纽约州 托滕堡）
        - 第800宪兵旅（敌军战俘）（美国陆军后备队）（纽约州 尤宁谷城）
        - 第455化学旅（美国陆军后备队）（新泽西州 迪克斯堡）
        - 第98师（机构培训）（美国陆军后备队）（纽约州 罗彻斯特）
        - 第301地区保障大队（美国陆军后备队）（纽约州 法拉盛）
        - 第8医疗旅（美国陆军后备队）（纽约州 沃兹沃斯堡）
        - 第77步兵师（援军培训部队）（美国陆军后备队）（纽约州 托滕堡）

      - 第81区域战备司令部（美国陆军后备队）（阿拉巴马州 伯明翰）
        - 第100师（机构培训）（美国陆军后备队）（纽约州 路易斯维尔）
        - 第108师（机构培训）（美国陆军后备队）（北卡罗来纳州 夏洛特）
        - 第926工兵大队（美国陆军后备队）（阿拉巴马州 蒙哥马利）
        - 第415化学旅（美国陆军后备队）（南卡罗来纳州 格林维尔）
        - 第81区域保障大队（美国陆军后备队）（南卡罗来纳州 杰克逊堡）
        - 第171地区保障大队（美国陆军后备队）（北卡罗来纳州 加纳）
        - 第640地区保障大队（美国陆军后备队）（田纳西州 纳什维尔）
        - 第641地区保障大队（美国陆军后备队）（佛罗里达州 圣彼得斯堡）
        - 第642地区保障大队（美国陆军后备队）（乔治亚州 戈登堡）
        - 第1st Headquarters Brigade（美国陆军后备队）（田纳西州 纳什维尔）
        - 第322医疗旅（美国陆军后备队）（田纳西州 纳什威尔）
        - 第5医疗大队（美国陆军后备队）（阿拉巴马州 伯明翰）

      - 第88区域战备司令部（美国陆军后备队） (Fort , 明尼苏达州)
        - 第84师（机构培训）（美国陆军后备队）（威斯康星州 密尔沃基）
        - 第300宪兵司令部（美国陆军后备队）（密歇根州 Inkster）
        - 第303条令大队（美国陆军后备队）（伊利诺伊州 春田）
        - 第88区域战备大队（美国陆军后备队）（印第安纳州 印第安纳波利斯）
        - 第643地区保障大队（美国陆军后备队） (Whitehall, 俄亥俄州)
        - 第644地区保障大队（美国陆军后备队） (明尼苏达州 Ft Snelling, )
        - 第645地区保障大队（美国陆军后备队） (Southfield, 密歇根州)
        - 第646地区保障大队（美国陆军后备队）（威斯康辛州 麦迪逊）
        - 第330医疗旅（美国陆军后备队）（伊利诺伊州 Ft Sheridan）

      - 第89区域战备司令部（美国陆军后备队）（堪萨斯州 Wichita）
        - 第95步兵师（结构培训）（美国陆军后备队）（俄克拉荷马州 俄克拉荷马城）
        - 第166陆航旅（训练保障）（堪萨斯州 莱利堡）
        - 第561集团军保障大队（美国陆军后备队）（内布拉斯加州 奥马哈）
        - 第917集团军保障大队（美国陆军后备队） (Belton, 密苏里州)
        - 第326地区保障大队（美国陆军后备队）（堪萨斯州 堪萨斯城）
        - 第648地区保障大队（美国陆军后备队）（密苏里州 圣路易斯）
        - 第331医疗大队（美国陆军后备队）（堪萨斯州 Wichita）

      - 第90区域战备司令部（美国陆军后备队）（阿堪萨斯州 小石空军基地）
        - 第647地区保障大队（美国陆军后备队） (El Paso, 田纳西州)
        - 第90区域保障大队（美国陆军后备队）（田纳西州 圣安东尼奥）

      - 第94区域战备司令部（美国陆军后备队） (Ft Devens, 马萨诸塞州)
        - 第167地区保障大队（美国陆军后备队）（新罕布什尔州 曼彻斯特，派驻于伊拉克）
        - 第804医疗旅（美国陆军后备队） (Ft Devens, 马萨诸塞州)

      - 第96区域战备司令部（美国陆军后备队）（犹他州 道格拉斯堡）
      - 第99区域战备司令部（美国陆军后备队）（宾夕法尼亚州 Moon Township）
        - 第220宪兵旅（美国陆军后备队）（马里兰州 Gaithersburg）
        - 第367宪兵大队（美国陆军后备队）（宾夕法尼亚州 Ashley）
        - 第80师（机构培训）（美国陆军后备队）（弗吉尼亚州 Richmond）
        - 第38军械大队（美国陆军后备队）（西弗吉尼亚州 Charleston）
        - 第464化学旅（美国陆军后备队）（宾夕法尼亚州 Johnstown）
        - 第475军需大队（油料与淡水）（美国陆军后备队）（宾夕法尼亚州 Farrell）
        - 第656地区保障大队（美国陆军后备队）（宾夕法尼亚州 NAS Willow Grove）
        - 第309医疗大队（美国陆军后备队）（马里兰州 Rockville）
        - 第99Headquarters旅（美国陆军后备队）（宾夕法尼亚州 Willow Grove）

  - 美国空军空战司令部（ACC，弗吉尼亚州 兰利空军基地）
    - 第1航空队（佛罗里达州 廷德尔空军基地）
    - 第8航空队（路易斯安那州 巴克斯代尔空军基地）
      - 第2轰炸机联队（路易斯安那州 巴克斯代尔空军基地）
      - 第5轰炸机联队（B-52H，北达科他州 迈诺特空军基地）
      - 第917联队（战斗机、轰炸机）（空军后备队） (B-52H, OA/A-10A，路易斯安那州 巴克斯代尔空军基地）
      - 第509轰炸机联队（B-2A, T-38A，密苏里州 怀特曼空军基地）
      - 第9侦查联队（U-2S, TU-2S, T-38A，加利福尼亚州 比尔空军基地）
      - 第55联队（侦查与空中管制） (RC-135S/U/V/W, OC-135B, WC-135C/W, TC-135S/W, E-4B)
      - 第552空管联队（E-3B/C, TC-18E，俄克拉荷马州 汀克空军基地）
        - 第513空管大队（空军后备队） (Associate unit) (E-3B/C，俄克拉荷马州 汀克空军基地）

      - 第116空管联队（E-8C JSTARS，乔治亚州国民警卫队）（乔治亚州 罗宾斯空军基地）
      - 第67网络战联队（德克萨斯州 拉克兰空军基地）
      - 第70情报联队（马里兰州 米德堡）

    - 第9航空队（南卡罗来纳州 肖空军基地）
      - 第1战斗机联队（F-15C/D，弗吉尼亚州 兰利空军基地）
      - 第33战斗机联队（F-15C/D，佛罗里达州 恩格林空军基地）
      - 第4战斗机联队（F-15E，北卡罗来纳州 西摩约翰逊空军基地）
      - 第20战斗机联队（空防压制，F-16CJ/DJ，南卡罗来纳州 肖空军基地）
      - 第820安保大队（乔治亚州 穆迪空军基地）
      - 第5战斗通信大队（乔治亚州 罗宾斯空军基地）

    - 第12航空队（空军南方部队，亚利桑那州 戴维斯蒙森空军基地）
      - 第7轰炸机联队（B-1B，德克萨斯州 戴耶斯空军基地）
      - 第28轰炸机联队（B-1B，南达科他州 埃尔思沃斯空军基地）
      - 第366战斗机联队（战斗机、轰炸机） (B-1B, F-15C/D/E, F-16CJ/DJ, KC-135R，爱达荷州 霍姆山空军基地）
      - 第388战斗机联队（F-16CG/DJ，犹他州 希尔空军基地）
      - 第27战斗机联队（F-16CG/DG，新墨西哥州 坎农空军基地）
      - 第301战斗机联队（空军预备队） (F-16C/D，德克萨斯州 NAS Fort Worth JRB）
      - 第49战斗机联队（F-117A, AT-38B, T-38A，新墨西哥州 霍洛曼空军基地）
      - 第355联队（战斗机、电子对抗） (OA/A-10A, EC-130E/H，亚利桑那州 戴维斯蒙森空军基地）
      - 第507空中加油联队（空军后备队） (KC-135R, E-3B/C, TC-18E，俄克拉荷马州 汀克空军基地）

    - 第10航空队（空军后备队）（德克萨斯州 NAS Fort Worth JRB）
      - 第917联队（战斗机、轰炸机）（空军后备队） (B-52H, OA/A-10A，路易斯安那州 巴克斯戴尔空军基地）
      - 第419战斗机联队（空军后备队） (F-16C/D，犹他州 希尔空军基地）
      - 第482战斗机联队（空军后备队） (F-16C/D，佛罗里达州 霍姆斯特德空军基地）
      - 442d 战斗机联队（空军后备队） (OA/A-10A) (（密苏里州 怀特曼空军基地）
      - 第926战斗机联队（空军后备队） (OA/A-10A) (德克萨斯州NAS New Orleans JRB)
      - 第920救援联队（空军后备队） (HC-130P, C-130E, HH-60G，佛罗里达州 帕特里克空军基地）

    - 空军武器中心（内华达州 奈里斯空军基地）
      - 第53联队（测试、评估） (F-15C/D/E, F-16C/CG/CJ/D/DG/DJ, F-117A, OA/A-10A, E-9A, Boeing 707, QF-4E/G, QRF-4C, HH-60G) (Eglin AFB, FL)
      - 第57联队（战斗训练、测试、评估） (F-15C/D/E, F-16C/CG/CJ/D/DG/DJ, OA/A-10A, HH-60G, RQ-1A，内华达州 奈里斯空军基地）
      - 第505指挥控制联队（佛罗里达州 赫伯特菲尔德空军基地）
      - 第99地勤联队（内华达州 奈里斯空军基地）

    - 空军国民警卫队（ANG）
      - 第131战斗机联队（密苏里州空军国民警卫队） (F-15A/B，密苏里州 圣路易斯 兰伯特机场）
      - 第159战斗机联队（路易斯安娜州空军国民警卫队） (F-15A/B, C-130E，路易斯安那州 NAS新奥尔良JRB）
      - 第113联队（Fighter & Airlift，华盛顿特区国民警卫队） (F-16C/D, C-21A, C-38A，马里兰州 安德鲁斯空军基地）
      - 第114战斗机联队（南达科他州空军国民警卫队） (F-16C/D，南达科他州 苏族瀑布 苏福尔斯机场）
      - 第115战斗机联队（威斯康星州空军国民警卫队） (F-16C/D, C-26B，威斯康星州 Dane CAP, Truax机场）
      - 第122战斗机联队（印第安纳州空军国民警卫队） (F-16C/D，印第安纳州 韦恩堡军用机场）
      - 第127联队（战斗机、运输机）（密歇根州空军国民警卫队） (F-16C/D, C-130E, C-26B，密歇根州 塞尔弗里奇）
      - 第132战斗机联队（爱荷华州空军国民警卫队） (F-16CG/DG，爱荷华州 第摩因军用机场）
      - 第138战斗机联队（俄克拉荷马州空军国民警卫队） (F-16CG/DG，俄克拉荷马州 塔尔萨国际机场）
      - 第140联队（战斗机、教练机）（科罗拉多州空军国民警卫队） (F-16C/D, C-21A, C-26A，科罗拉多州 空军国民警卫队基地）
      - 第150战斗机联队（新墨西哥州空军国民警卫队） (F-16C/CG/D/DG, C-26B，新墨西哥州 柯特兰空军基地）
      - 第174侦查联队（纽约州空军国民警卫队） (M-9 Reaper，纽约州 锡拉丘兹汉考克机场）
      - 第177战斗机联队（新泽西州空军国民警卫队） (F-16C/D，新泽西州 ）Atlantic City国际机场）
      - 第180战斗机联队（俄亥俄州空军国民警卫队） (F-16CG/DG) (Toledo Express AP, 俄亥俄州)
      - 第181情报联队（印第安纳州空军国民警卫队）（印第安纳州 ）Hulman Fd, Terre Haute, IN)
      - 第183战斗机联队（伊利诺伊州空军国民警卫队） (F-16C/D，伊利诺伊州 春田 州府机场）
      - 第187战斗机联队（阿拉巴马州空军国民警卫队） (F-16C/D, C-26B，阿拉巴马州 蒙哥马利地方机场）
      - 第188战斗机联队（阿肯色州空军国民警卫队） (F-16C/D，阿肯色州 洛克堡军用机场）
      - 第192战斗机联队（弗吉尼亚州空军国民警卫队） (F-16C/D，弗吉尼亚州 理查德国际机场）
      - 第169战斗机联队（空防压制） (南卡罗来纳州空军国民警卫队 (F-16CJ/D, C-130E，南卡罗来纳州 麦肯泰尔空军国民警卫队基地）
      - 第103空中运输联队（康涅狄格州空军国民警卫队） (O/A-10A，康涅狄格州 布莱德利空军国民警卫队基地）
      - 第104战斗机联队（马萨诸塞州空军国民警卫队 (O/A-10A，马萨诸塞州 西田 巴恩斯军用机场）
      - 第110战斗机联队（密歇根州空军国民警卫队 (O/A-10A，密歇根州 巴特尔克里克空军国民警卫队基地）
      - 第111战斗机联队（PA 空军国民警卫队 (OA/A-10A, C-26A) (NAS Willow Grove, PA)
      - 第124联队（爱达荷州空军国民警卫队） (O/A-10A，爱达荷州 伯伊西机场）
      - 第175联队（战斗机、运输机）（马里兰州空军国民警卫队） (OA/A-10A，马里兰州 巴尔地摩 格伦马汀机场）
      - 第106救援联队（纽约州空军国民警卫队） (HC-130N/P, HH-60G，纽约州 弗朗西斯空军国民警卫队基地）
      - 第129救援联队（加利福尼亚州空军国民警卫队） (HC-130P, HH-60G，加利福尼亚州 墨菲特联邦机场）
      - 第147侦察联队（德克萨斯州空军国民警卫队） (MQ-1 Predator，德克萨斯州 休斯顿 厄灵顿空军国民警卫队基地）
      - 第163侦查联队（加利福尼亚州空军国民警卫队） (MQ-1 Predator，加利福尼亚州 March空军基地）
      - 第102情报联队（马里兰州空军国民警卫队）（装备未知）（马萨诸塞州 法尔茅斯 奥蒂斯空军国民警卫队基地）
      - 第184情报联队（堪萨斯州空军国民警卫队）（装备未知）（堪萨斯州 麦克奈尔空军基地）

  - 美国舰队指挥部 (USFLTFORCOM，弗吉尼亚州 诺福克海军基地）
    - 第2舰队（弗吉尼亚州 诺福克海军基地）
      - 第20特混队（第2舰队主力部队）
        - 西奥多·罗斯福航母战斗群／第2航母战斗群 (CARSTRKGRU 2，西奥多·罗斯福号航空母舰（CVN 71)，弗吉尼亚州 诺福克海军基地，战备待命）
        - 哈里·杜鲁门航母战斗群／第10航母战斗群 (CARSTRKGRU 10) (哈里·杜鲁门号航空母舰（CVN 75)，弗吉尼亚州 诺福克海军基地，推迟部署）
        - 约翰·肯尼迪航母战斗群／第6航母战斗群 (CARSTRKGRU 6) (约翰·肯尼迪号航空母舰（CVN 67)，佛罗里达州梅堡海军基地，推迟部署）
        - 艾森豪威尔航母战斗群／第8航母战斗群 (CARSTRKGRU 8) (德怀特·艾森豪威尔号航空母舰（CVN 69)，弗吉尼亚州 诺福克海军基地，基本训练）
        - 企业航母战斗群／第12航母战斗群 (CARSTRKGRU 12) (企业号航空母舰（CVN 65)，弗吉尼亚州 诺福克海军基地，维护）
        - 乔治·华盛顿航母战斗群 (乔治·华盛顿号航空母舰（CVN 73)，弗吉尼亚州 诺福克海军基地，维护）
        - 第14航母战斗群 (CARSTRKGRU 14，弗吉尼亚州 诺福克海军基地）

      - 第21特混队（第2舰队巡逻与侦察部队）／大西洋舰队巡逻与侦查部队 (PATRECONFORLANT，弗吉尼亚州 诺福克海军基地）
      - 第22特混队（第2舰队两栖部队）／第2两栖大队 (PHIBGRU 2，弗吉尼亚州 诺福克海军基地）
        - 奇尔沙治远征攻击群／第6远征攻击群／第8两栖中队 (PHIBRON 8，奇尔沙治号两栖攻登陆舰（LHD 3)）（弗吉尼亚州 诺福克海军基地，部署中）
        - 塞班远征攻击群／第4远征攻击群／第2两栖中队 (PHIBRON 2，塞班号两栖攻击舰（LHA 2)）（弗吉尼亚州 诺福克海军基地，部署中）
        - 黄蜂远征攻击群／第2远征攻击群／第4两栖中队 (PHIBRON 4，黄蜂号两栖登陆舰（LHD 1)）（弗吉尼亚州 诺福克海军基地，推迟部署）
        - 巴丹远征攻击群（巴丹号两栖登陆舰（LHD 5)）（弗吉尼亚州 利特而克里克海军两栖基地，过渡训练)
        - 海军第2岸防战斗群 (弗吉尼亚州 威廉斯堡）
        - 第2战术空管大队 (TACGRU 2，弗吉尼亚州利特而克里克海军两栖基地，过渡训练)
        - 第2海军岸基大队 (NAVBEACHGRU 2，弗吉尼亚州 诺福克海军基地，不确定）

      - 第23特混队（第2舰队登陆部队）
      - 第24特混队（第2舰队反潜与侦查部队）
      - 第25特混队（第2舰队机动后勤支援部队）／第2战斗后勤中队 (LOGRON 2，弗吉尼亚州 诺福克海军基地）
      - 第26特混队（第2舰队巡逻机部队）／大西洋舰队巡逻与侦查部队 (PATRECONFORLANT) (弗吉尼亚州 诺福克海军基地）
      - 第28特混队（第2舰队加勒比应急部队）（佛罗里达州梅堡海军基地）
      - 第4航母群 (CARGRU 4)／航母战斗部队（战斗群训练） (弗吉尼亚州 诺福克海军基地）

    - 第40特混队／大西洋舰队海军水面部队 (NAVSURFLANT)  (弗吉尼亚州 诺福克海军基地）
      - 第2战斗后勤中队 (COMLOGRON 2，新泽西州 厄尔海军武器站）

    - 第41特混队／大西洋舰队海军航空兵 (NAVAIRLANT，弗吉尼亚州 海军航空站）
      - 大西洋舰队战斗机联队 (FITWINGLANT，弗吉尼亚州 奥西安纳海军航空站）
      - 大西洋舰队歼击机联队 (STRIKFIGHTWINGLANT，弗吉尼亚州 奥西安纳海军航空站）
      - 大西洋舰队海上控制联队 (SEACONWINGLANT，佛罗里达州 杰克逊维尔海军航空站）
      - 大西洋舰队反潜直升机联队 (HSWINGLANT，佛罗里达州 杰克逊维尔海军航空站）
      - 大西洋舰队轻型反潜直升机联队 (HSLWINGLANT，佛罗里达州 梅堡海军基地）
      - 大西洋海上战斗直升机联队 (HELSEACOMWINGLANT，弗吉尼亚州 诺福克海军航空站） 
        - 第2海上战斗直升机中队 (HSC-2，弗吉尼亚州 诺福克海军航空站）
        - 第22海上战斗直升机中队 (HSC-22，弗吉尼亚州 诺福克海军航空站）
        - 第26海上战斗直升机中队 (HSC-26，弗吉尼亚州 诺福克海军航空站）
        - 第28海上战斗直升机中队 (HSC-28，弗吉尼亚州 诺福克海军航空站）
        - 第84海上战斗直升机中队 (HSC-84，弗吉尼亚州 诺福克海军航空站）
        - 第14扫雷直升机中队 (HM-14，弗吉尼亚州 诺福克海军航空站）
        - 第15扫雷直升机中队 (HM-15，德克萨斯州 考帕克里斯迪海军航空站）
        - 空中扫雷武器训练学校 (AMCMWPNSYSTRASCOL，弗吉尼亚州 诺福克海军航空站）
        - 大西洋海上战斗直升机武器学校 (HSCWEPSCOLANT，弗吉尼亚州 诺福克海军航空站）

      - 大西洋舰队空中预警联队 (AEWWINGLANT，弗吉尼亚州 诺福克海军航空站）
      - 后备队第20舰载航空兵联队 (CVWR 20，乔治亚州 亚特兰大海军航空站）

    - 第42特混队／大西洋舰队海军潜艇部队 (NAVSUBLANT，弗吉尼亚州 诺福克海军基地）
      - 第2潜艇大队 (SUBGRU 2，康涅狄格州 新伦敦海军潜艇基地）
        - 海军潜艇保障中心（弗吉尼亚州 诺福克海军基地）

    - 第43特混队（大西洋舰队训练司令部，不确定）
    - 第44特混队（大西洋舰队海岸警卫队）／大西洋地区海岸警卫队（弗吉尼亚州 朴次茅斯）
    - 第45特混队／大西洋舰队海军陆战队 (MARFORLANT，弗吉尼亚州 诺福克海军基地）
    - 第46特混队（大西洋舰队扫雷武器司令部） (MINEWARCOM)，仁川号扫雷舰 (MCS 12)）（德克萨斯州 英格尔赛德海军基地）
    - 第48特混队（大西洋舰队海军建筑营）（弗吉尼亚州 利特而克里克海军航空基地）
    - 第80特混队（大西洋舰队海军巡逻与船舶保护司令部）
    - 第81特混队（大西洋舰队海上控制与监视部队）／大西洋巡逻与监视部队 (PATRECONFORLANT，弗吉尼亚州 诺福克海军基地）
    - 第82特混队（两栖特混队）
    - 第83特混队（登陆部队（第2海军陆战队远征部队 (II MEF)）（北卡罗来纳州 营勒琼营）
    - 第84特混队（大西洋舰队反潜部队司令部）／大西洋海军潜艇部队（NAVSUBLANT，弗吉尼亚州 诺福克海军基地）
    - 第85特混队（大西洋舰队机动后勤保障部队）／第2战斗后勤中队（LOGRON 2，弗吉尼亚州 诺福克海军基地）
    - 第86特混队（大西洋舰队空中巡逻部队）／大西洋舰队巡逻与侦查（PATRECONFORLANT，弗吉尼亚州 诺福克海军基地）
      - 第5巡逻与侦查联队（PATRECONWING 5，缅因州 布朗兹维克海军航空站）
      - 第11巡逻与侦查联队（PATRECONWING 11，佛罗里达州 杰克逊维尔海军航空站）
      - 後備巡邏機聯隊（Reserve Patrol Wing，RESPATWING，維吉尼亞州歐辛納海軍航空站)

    - 第87特混队（大西洋战术发展、评估与过渡部队）
    - 第88特混队（大西洋舰队训练部队）（弗吉尼亚州 诺福克海军基地）
    - 第89特混队（大西洋舰队海上防区） (弗吉尼亚州 朴次茅斯美国海岸警卫队）
    - 第125特混队（第2海军水面舰艇大队） (NAVSURFGRU 2)，佛罗里达州 梅堡海军基地）
    - 第137特混队（东大西洋海军部队）（意大利 那不勒斯）
    - 第138特混队（南大西洋海军部队）
    - 第139特混队（多国特种部队）
    - 第142特混队 (作战试验与评估部队）（弗吉尼亚州 诺福克海军基地）

  - 美国海军陆战队司令部（弗吉尼亚州 诺福克海军基地）
    - 海军陆战队第2远征军（II MEF，北卡罗来纳州 营勒琼营）
      - 第2海军陆战师（北卡罗来纳州 营勒琼营）
      - 海军陆战队第2远征旅（北卡罗来纳州 营勒琼营）
      - 海军陆战队第2航空兵联队（2nd MAW，北卡罗来纳州 切里波因特海军陆战队航空站）
      - 海军陆战队第2后勤大队（北卡罗来纳州 营勒琼营）

    - 海军陆战队后备队（MARFORRES，路易斯安那州 新奥尔良）
      - 海军陆战队第4师（MARFORRES，路易斯安那州 新奥尔良）
      - 海军陆战队第2航空兵联队（4th MAW，MARFORRES，路易斯安那州 新奥尔良）
      - 海军陆战队第4后勤大队（MARFORRES，路易斯安那州 新奥尔良）

    - 海军陆战队第4远征旅（反恐部队）（北卡罗来纳州 营勒琼营）

  - 冰岛防卫军（IDF，冰岛凯夫拉维克海军航空站）
    - 第85大队（冰岛凯夫拉维克海军航空站）
    - 舰队凯夫拉维克航空兵部队（FAIRKEF，冰岛凯夫拉维克海军航空站）

  - 美国亚速尔群岛部队（USAFORAZ，亚速尔群岛拉日什机场）
    - 第65地勤联队（亚速尔群岛）拉日什机场）

  - 美国联合特种部队司令部（SOCJFCOM，弗吉尼亚州 诺福克海军基地）

## 美国特种作战司令部

### 首长
- 美国特种作战司令部（USSOCOM）司令：
 布萊恩·芬頓（英语：Bryan P. Fenton）陸軍上將

### 战斗序列
- 美国特种作战司令部（佛罗里达州 麦克迪尔空军基地）
  - 陆军特种作战司令部（北卡罗来纳州 布拉格堡）
    - 第75游骑兵团（乔治亚州 本宁堡）
    - 第160特种作战陆航团（空降作战部队）（肯塔基州 坎贝尔堡）
    - 特种部队司令部（空降作战部队）（北卡罗来纳州 布拉格堡）
      - 第1特战大队
      - 第3特战大队
      - 第5特战大队
      - 第7特战大队
      - 第10特战大队
      - 第19特战大队（陆军国民警卫队）
      - 第20特战大队（陆军国民警卫队）

    - 特种作战保障司令部（北卡罗来纳州 布拉格堡）
    - 第1特种部队D作战分遣队（空降作战部队）（即：三角洲部队）（北卡罗来纳州 布拉格堡）
    - 约翰·肯尼迪特种部队中心（北卡罗来纳州 布拉格堡）
    - 第4心理战大队（空降作战部队）（北卡罗来纳州 布拉格堡）
    - 第95民事旅（临时暂编）（北卡罗来纳州 布拉格堡）

  - 美国海军特种作战司令部（加利福尼亚州 科罗拉多海军航空基地)
    - 第1特种作战大队（加利福尼亚州 科罗拉多海军航空基地)
    - 第2特种作战大队（弗吉尼亚州 利特而克里克海军航空基地)
    - 第1特艇中队（加利福尼亚州 科罗拉多海军航空基地)
    - 第2特艇中队（弗吉尼亚州 利特而克里克海军航空基地）
    - 海军特种部队中心（加利福尼亚州 科罗拉多海军航空基地)
    - 特战开发团（弗吉尼亚州 ）（弗吉尼亚州 丹尼克）

  - 空军特种作战司令部（佛罗里达州 赫伯特菲尔德空军基地）
    - 第919特种作战联队（佛罗里达州 杜克机场）
    - 第18飞行测试中队（佛罗里达州 赫伯特菲尔德空军基地）
    - 空军特种作战司令部空中作战保障中队（北卡罗来纳州 布拉格堡）
    - 美国空军特种作战学校（佛罗里达州 赫伯特菲尔德空军基地）
    - 第720特种战术大队（佛罗里达州 赫伯特菲尔德空军基地）
    - 第16特种作战联队（佛罗里达州 赫伯特菲尔德空军基地）
    - 第193特种作战联队（宾夕法尼亚州 哈里斯堡国际机场）
    - 第352特种作战联队（英国米登霍尔皇家空军基地）
    - 第353特种作战联队（日本冲绳嘉手纳空军基地）

  - 海军陆战队特种作战司令部
    - 海军陆战队特种作战顾问团
    - 海军陆战队第1特种作战营（加利福尼亚州 彭德勒顿营）
    - 海军陆战队第2特种作战营（北卡罗来纳州 营勒琼营）
    - 海军陆战队特种作战保障大队
    - 海军陆战队特种作战学校

  - 联合特种作战司令部（北卡罗来纳州 波普空军基地、布拉格堡）
  - 采购后勤中心

## 美国战略司令部

美国战略司令部徽章

### 首长
- 美国战略司令部（USSTRATCOM）司令：
 安东尼·J·哥顿（英语：Anthony J. Cotton）空军上将

### 战斗序列
- 美国战略司令部 （USSTRATCOM） （内布拉斯加州奥福特空军基地)
  - 联合信息作战中心（内布拉斯加州奥福特空军基地）
  - 第1战略通信联队（SCW 1) （en:TACAMO） （E-6B）（俄克拉荷马州 汀克空军基地）
  - 第20航空队（怀俄明州 弗朗西斯瓦伦空军基地）
    - 第90太空联队 （LGM-118A、LGM-30G、UH-1N）（怀俄明州 弗朗西斯瓦伦空军基地）
    - 第91太空联队 （LGM-30G、UH-1N，北达科他州 米诺特空军基地）
    - 第341太空联队 （LGM-30G、UH-1N，蒙大拿州 马尔姆斯特朗空军基地）

  - 第8航空队（路易斯安那州 巴克斯戴尔空军基地）
  - 第14航空队／美国空军航天部队 （USSPACEAF） （加利福尼亚州 范登堡空军基地）
    - 第21航天联队（导弹预警）（皮特森空军基地 科罗拉多州）
    - 第30航天联队（导弹测试与发射） （LGM-30G、LGM-118A、UH-1N，加利福尼亚州 范登堡空军基地）
    - 第45航天联队（发射与国家航空航天局保障部队）（佛罗里达州 帕特里克空军基地）
    - 第50航天联队（卫星作战）（科罗拉多州 谢里佛尔空军基地）
    - 第614太空作战大队（加利福尼亚州 范登堡空军基地）
    - 第460地勤联队（科罗拉多州 巴克利空军国民警卫队基地）

  - 海军潜艇部队 （NAVSUBFOR，弗吉尼亚州 诺福克海军基地）
    - 大西洋舰队潜艇部队 （SUBLANT，弗吉尼亚州 诺福克海军基地）
      - 第10潜艇大队 （SUBGRU 10，乔治亚州 金斯湾海军潜艇基地）

    - 太平洋舰队潜艇部队 （SUBPAC，夏威夷州 珍珠港海军基地）
      - 第9潜艇大队 （SUBGRU 9，华盛顿州 基察普海军基地）

  - 空军航天司令部 （AFSPC，科罗拉多州 皮特森空军基地）
    - （第20航空队（怀俄明州 弗朗西斯瓦伦空军基地）
    - （第14航空队／美国空军航天队 （USSPACEAF，加利福尼亚州 范登堡空军基地）

  - 舰队司令部 （FFC，弗吉尼亚州 诺福克海军基地）
    - 海军潜艇部队 （NAVSUBFOR，弗吉尼亚州 诺福克海军基地）

  - 美国陆军航天与导弹防御司令部 （USARSPACE）／美国陆军战略司令部 （USARSTRAT，弗吉尼亚州 阿灵顿）
    - 第100导弹防御率（路基导弹防御）（科罗拉多州 皮特森空军基地）
    - 第1航天旅（科罗拉多州 皮特森空军基地）

  - 海军陆战队战略司令部 （MARFORSTRAT） （内布拉斯加州奥福特空军基地)
  - 美国海军网络战司令部 （NETWARCOM，弗吉尼亚州 利特而克里克海军两栖基地）
  - 全球网络作战联合特遣队 （内布拉斯加州奥福特空军基地)

## 美国运输司令部

### 首长
- 美国运输司令部（USTRANSCOM）司令：
 蘭德爾·里德（英语：Randall Reed） 空軍上將

### 战斗序列
- 美国运输司令部（伊利诺伊州 斯科特空军基地）
  - 空軍机动司令部（AMC）（伊利诺伊州 斯科特空军基地）
    - 第18航空队（伊利诺伊州 斯科特空军基地）
      - 第15远征机动特混队（加利福尼亚州 特拉维斯空军基地） 
        - 第60空中机动联队（C-5A/B/C, KC-10A）（加利福尼亚州 特拉维斯空军基地）
        - 第62空中运输联队（C-17A）（华盛顿州 麦可德空军基地）
        - 第317空中运输大队（C-130H）（德克萨斯州 戴耶斯空军基地）
        - 第375空中运输联队（作战保障空中运输）（C-21A, C-9A）（伊利诺伊州 斯科特空军基地）
        - 第22空中加油联队（KC-135R/T）（堪萨斯州 麦康内尔空军基地）
        - 第92空中加油联队（KC-135R/T）（华盛顿州 费尔柴尔德空军基地）
        - 第19空中加油联队（KC-135R/T）（北达科他州 大福克斯空军基地）
        - 第615应急反应联队（加利福尼亚州 特拉维斯空军基地）
        - 第715机动保障大队（夏威夷州 海卡姆空军基地）

      - 第21远征机动特混队（新泽西州 麦克瓜尔空军基地）
        - 第436空中运输联队（C-5A/B）（特拉华州 丹佛空军基地）
        - 第305空中机动联队（C-17A, KC-10A）（新泽西州 麦克瓜尔空军基地）
        - 第437空中运输联队（C-17A）（南卡罗来纳州 查尔斯顿空军基地）
        - 第43空中运输联队（C-130E）（北卡罗来纳州 波普空军基地）
        - 第314空中运输联队（C-130E/H）（阿肯色州 立特尔洛克空军基地）
        - 第89空中运输联队（VIP） (VC-25A, VC/C-37A, C-20B, C-32A, C-40B）（马里兰州 安德鲁斯空军基地）
        - 第6空中机动联队（KC-135R, C-37A）（佛罗里达州 麦克迪尔空军基地）
        - 第19空中加油大队（KC-135R, EC-137D）（乔治亚州 罗宾斯空军基地）
        - 第621应急反应联队（新泽西州 麦克瓜尔空军基地）
        - 第721空中机动作战大队（德国 拉姆施泰因空军基地）

    - 第4航空队（空军后备队）（加利福尼亚州 麦克莱伦空军基地）
      - 第433空中运输联队（空军后备队）（C-5A）（德克萨斯州 拉克兰空军基地）
      - 第445空中运输联队（空军后备队）（C-5A）（俄亥俄州 莱特帕特森空军基地）
      - 第349空中机动联队（空军后备队）（C-5A/B/C、KC-10A（与第60空中机动联队联合）（加利福尼亚州 特拉维斯空军基地）
      - 第452空中机动联队（空军后备队）（C-17A, KC-135E）（加利福尼亚州 麻池空军基地）
      - 第446空中运输联队（空军后备队）（C-17A（与第62空中运输联队联合）（华盛顿州 麦可德空军基地）
      - 第932空中运输联队（作战保障空中运输）（空军后备队）（C-9C）（与第375空中运输联队联合）（伊利诺伊州 斯科特空军基地）
      - 第434空中加油联队（空军后备队）（KC-135R）（印第安纳州 格里索姆空军基地）
      - 第459空中加油联队（空军后备队）（KC-135R）（马里兰州 安德鲁斯空军基地）
      - 第507空中加油联队（空军后备队）（KC-135R、E-3B/C、TC-18E）（俄克拉荷马州 汀克空军基地）
      - 第916空中加油联队（空军后备队）（KC-125R）（北卡罗来纳州 西摩约翰逊空军基地）
      - 第931空中加油大队（空军后备队）（KC-135R）（堪萨斯州 麦克奈尔空军基地）
      - 939th 空中加油联队（空军后备队）（KC-135R（俄勒冈州 波特兰国际机场）
      - 927th 空中加油联队（空军后备队）（KC-135E）（密歇根州 塞尔弗里奇空军国民警卫队基地）
      - 940th 空中加油联队（空军后备队）（KC-135E）（加利福尼亚州 比尔空军基地）

    - 第22航空队（空军后备队）（Dobbins AFB, GA)
      - 94th 空中运输联队（空军后备队）（C-130H）（乔治亚州 多宾斯空军后备队基地）
      - 302d 空中运输联队（空军后备队）（C-130H）（科罗拉多州 皮特森空军基地）
      - 315th 空中运输联队（空军后备队）（C-17A）（与第437空中运输联队联合）（南卡罗来纳州 查尔斯顿空军基地）
      - 439th 空中运输联队（空军后备队）（C-5A）（马萨诸塞州 韦斯托弗空军后备队基地）
      - 440th 空中运输联队（空军后备队）（C-130H）（威斯康星州 密尔沃基 米切尔将军空军后备队站）
      - 512th 空中运输联队（空军后备队）（C-5A/B（与第436空中运输联队联合）（特拉华州 丹佛空军基地）
      - 908th 空中运输联队（空军后备队）（C-130H）（阿拉巴马州 麦斯威尔空军基地）
      - 910th 空中运输联队（空军后备队）（C-130H）（俄亥俄州 约格城空军后备队站）
      - 911th 空中运输联队（空军后备队）（C-130H）（宾夕法尼亚州 匹兹堡国际机场）
      - 914th 空中运输联队（空军后备队）（C-130H）（纽约州 尼加拉瓜瀑布国际机场）
      - 934th 空中运输联队（空军后备队）（C-130E）（明尼苏达州 明尼阿波利斯 圣保罗空军后备队站）
      - 514th 空中机动联队（空军后备队）（C-17A、KC-10A）（与第305空中机动联队联合）（新泽西州 麦克瓜尔空军基地）

    - 空军国民警卫队空中运输部队
      - 第135空中运输大队（马里兰州空军国民警卫队）（C-130J）（马里兰州 格伦马汀机场）
      - 第105空中运输联队（纽约州空军国民警卫队）（C-5A）（纽约州 斯特瓦特国际机场）
      - 第107空中运输联队（纽约州空军国民警卫队）（C-130H）（纽约州 尼加拉瓜瀑布国际机场）
      - 第109空中运输联队（纽约州空军国民警卫队）（C-130H, C-26B）（纽约州 斯阁那克特地民用机场）
      - 第118空中运输联队（田纳西州空军国民警卫队）（C-130H）（田纳西州 纳什维尔机场）
      - 第123空中运输联队（肯塔基州空军国民警卫队）（C-130H）（肯塔基州 斯坦蒂福德机场）
      - 第130空中运输联队（西弗吉尼亚州空军国民警卫队）（C-130H）（西弗吉尼亚州 查尔斯顿 耶格尔机场）
      - 第133空中运输联队（明尼苏达州空军国民警卫队）（C-130H）（明尼苏达州 明尼阿波利斯 圣保罗）
      - 第136空中运输联队（德克萨斯州空军国民警卫队）（C-130H）（德克萨斯州 沃斯堡 海军航空站 三军后备队基地）
      - 第139空中运输联队（密苏里州空军国民警卫队）（C-130H）（密苏里州 Rosecrans纪念机场）
      - 第143空中运输联队（罗德岛州空军国民警卫队）（C-130E）（罗德岛州 匡塞特角机场）
      - 第145空中运输联队（北卡罗来纳州空军国民警卫队）（C-130H）（北卡罗来纳州 夏洛特国际机场）
      - 第146空中运输联队（加利福尼亚州空军国民警卫队）（C-130E）（加利福尼亚州 穆古海军基地）
      - 第152空中运输联队（内华达州空军国民警卫队）（C-130E/H）（内华达州 雷诺国际机场）
      - 第153空中运输联队（萨凡纳机场空军国民警卫队）（C-130H）（萨凡纳机场 夏延机场）
      - 第164空中运输联队（田纳西州空军国民警卫队）（C-5A）（田纳西州 孟菲斯国际机场）
      - 第165空中运输联队（乔治亚州空军国民警卫队）（C-130H）（乔治亚州 萨凡纳国际机场）
      - 第166空中运输联队（特拉华州空军国民警卫队）（C-130H）（特拉华州 威尔明顿国际机场）
      - 第167空中运输联队（西弗吉尼亚州空军国民警卫队）（C-130H）（西弗吉尼亚州 马汀斯堡机场）
      - 第172空中运输联队（密歇根州空军国民警卫队）（C-17）（密歇根州 杰克逊 汤普森机场）
      - 第179空中运输联队（俄亥俄州空军国民警卫队）（C-130H）（俄亥俄州 曼斯菲尔德拉姆机场）
      - 第182空中运输联队（伊利诺伊州空军国民警卫队）（C-130E）（伊利诺伊州 皮奥里亚机场）

    - 空军国民警卫队空中加油部队
      - 第101空中加油联队（缅因州军国民警卫队）（KC-135R）（缅因州 Bangor国际机场）
      - 第108空中加油联队（新泽西州空军国民警卫队）（KC-135E）（新泽西州 McGuire空军基地)
      - 第117空中加油联队（阿拉巴马州空军国民警卫队）（KC-135R）（阿拉巴马州 伯明翰军用机场)
      - 第121空中加油联队（俄亥俄州空军国民警卫队）（KC-135R）（俄亥俄州 Rickenbacker空军国民警卫队基地)
      - 第126空中加油联队（伊利诺伊州空军国民警卫队）（KC-135E）（伊利诺伊州奧黑爾國際機場)
      - 第134空中加油联队（田纳西州空军国民警卫队）（KC-135E）（田纳西州 McGhee-Tyson机场）
      - 第137空中加油联队（俄克拉荷马州空军国民警卫队）（KC-135）（俄克拉荷马州 汀克空军基地）
      - 第141空中加油联队（华盛顿州空军国民警卫队）（KC-135E, C-26B）（华盛顿州 Fairchild空军基地）
      - 第151空中加油联队（犹他州空军国民警卫队）（KC-135E）（犹他州 盐湖城国际机场）
      - 第157空中加油联队（新罕布什尔州空军国民警卫队）（KC-135R）（新罕布什尔州 Pease空军基地）
      - 第161空中加油联队（亚利桑那州空军国民警卫队）（KC-135E）（亚利桑那州 凤凰天港机场）
      - 第171空中加油联队（宾夕法尼亚州空军国民警卫队）（KC-135T）（宾夕法尼亚州 匹兹堡国际机场）
      - 第185空中加油联队（印第安纳州空军国民警卫队）（KC-135R）（印第安纳州 苏城机场）
      - 第186空中加油联队（密西西比州空军国民警卫队）（KC-135R, C-26B）（密西西比州 默里迪恩机场）
      - 第190空中加油联队（堪萨斯州空军国民警卫队）（KC-135D/E）（堪萨斯州 托皮卡 Korbes机场）

  - 军事海运司令部（MSC）（华盛顿特区 华盛顿海军基地）
    - 大西洋海运后勤司令部 （SEALOGLANT）（弗吉尼亚州 诺福克海军基地）
    - 太平洋海运后勤司令部 （SEALOGPAC）（加利福尼亚州 圣地亚哥海军基地）
    - 欧洲海运后勤司令部 （SEALOGEUR）（意大利 那不勒斯海軍支援設施）
    - 中央海运后勤司令部 （SEALOGCENT）（巴林 麦纳麦）
    - 远东海运后勤司令部 （SEALOGFE）（日本 横须贺海軍設施）
    - 先遣部队
      - 战斗先遣部队
        - 第4先遣水面舰艇部队(APSRON 4)

      - 海上先遣部队
        - 第1海上先遣中队 (MPSRON 1)
        - 第2海上先遣中队 (MPSRON 2)
        - 第3海上先遣中队 (MPSRON 3)

    - 海运部队
    - 海军附属部队

  - 水面部署与配置司令部（SDDC，弗吉尼亚州亚历山卓）
    - 第143运输司令部（USAR）（佛罗里达州奥兰多）
      - 第7运输大队（混编）（弗吉尼亚州尤斯提斯堡）
      - 第32运输大队（混编）（美国陆军后备队）（佛罗里达州坦帕）
      - 第300运输大队（混编）（美国陆军后备队）（宾夕法尼亚州巴特勒）
      - 第336运输大队（混编）（美国陆军后备队）（伊利诺伊州谢里登堡）
      - 第375运输大队（混编）（美国陆军后备队）（阿拉巴马州木比耳）

    - 第1179部署保障旅（美国陆军后备队）（纽约州哈密尔顿堡）
    - 第1190部署保障旅（美国陆军后备队）（路易斯安娜州巴吞鲁日）
    - 第1394部署保障旅（美国陆军后备队）（加利福尼亚州潘达顿营）
    - 第1176港口运输旅（美国陆军后备队）（马里兰州巴尔地摩]]）
    - 第1185港口运输旅（美国陆军后备队）（宾夕法尼亚州兰凯斯特）
    - 第1192港口运输旅（美国陆军后备队）（路易斯安那州新奥尔良）
    - 第1186港口运输旅（美国陆军后备队）（佛罗里达州杰克逊维尔）
    - 第1189港口运输旅（美国陆军后备队）（南卡罗来纳州查尔斯顿）
    - 第1395港口运输旅（美国陆军后备队）（华盛顿州西雅图）
    - 第1397港口运输旅（美国陆军后备队）（加利福尼亚州怀尼米港）[1]
      - 第595港口运输大队（先锋营（科威特苏阿巴））
      - 第597港口运输大队（弗吉尼亚州尤斯提斯堡）[2]
      - 第598港口运输大队（荷兰鹿特丹）[3]
      - 第599港口运输大队（夏威夷州惠勒军用机场）[4]